# Carole Delga
Carole Delga (Tolosa, 19 d'agost de 1971) és una política francesa, membre del Partit socialista. Funcionària territorial de professió, va entrar al PS en 2004. Alcalde de Martras de Garona entre 2008 i 2014, vicepresidenta del Consell Regional de Migdia-Pirineus entre 2010 i 2012, diputada de la 8a circumscripció de la Haute-Garonne entre 2012 i 2014 i secretària d'Estat encarregada del Comerç, del Artisanat, del Consum i de l'Economia social i solidària entre 2014 i 2015. Fou elegida presidenta del Consell Regional d'Occitània el 4 de gener de 2016.